# 薩卡·潘科喬瓦
薩卡·潘科喬瓦（捷克語：Šárka Pančochová，捷克語發音：[ˈʃaːrka ˈpantʃoxovaː]，1990年11月1日—）是捷克單板滑雪運動員。她於2002年在捷克摩拉維亞當地的山區開始學習單板滑雪。

## 生涯
2010年冬季奧林匹克運動會她代表捷克參加半管項目排名第14。潘科喬瓦在2011年世界單板滑雪錦標賽坡面障礙技巧項目奪的銀牌。

## 個人生活
潘科喬瓦在2017年接受Outsports採訪時出櫃。她說她“很興奮”公開討論這件事，但也說這“真的沒什麼大不了的”。

## 外部連結
- Official Šárka Fanpage （页面存档备份，存于）
- 薩卡·潘科喬瓦在國際滑雪總會
- Šárka's Official Swatch TTR Profile[]
- Official Flow Snowboarding Profile （页面存档备份，存于）
- 萨卡·潘科乔瓦在Sports Reference